# Distribuzione T-quadrato di Hotelling
La distribuzione T-quadrato di Hotelling (chiamata così secondo Harold Hotelling)
è una generalizzazione della distribuzione t di Student utilizzata nei test di ipotesi multivariati.

## Definizione
La statistica T-quadrato di Hotelling è definita come segue:
Siano
{\displaystyle {\mathbf {x} }_{1},\dots ,{\mathbf {x} }_{n}}
p×1 vettori colonna di numeri reali e
{\displaystyle {\overline {\mathbf {x} }}=(\mathbf {x} _{1}+\cdots +\mathbf {x} _{n})/n}
le loro medie. Sia 
{\displaystyle {\mathbf {W} }=\sum _{i=1}^{n}(\mathbf {x} _{i}-{\overline {\mathbf {x} }})(\mathbf {x} _{i}-{\overline {\mathbf {x} }})'/(n-1)}
la matrice non negativa data dalla loro varianza (la trasposta di una matrice {\displaystyle M} viene indicata com {\displaystyle M'}).
Sia μ un vettore colonna {\displaystyle p\times 1} noto (in applicazione dei valori medi ipotizzati per la popolazione).
La statistica T-quadrato di Hotelling è data da
{\displaystyle T^{2}=({\overline {\mathbf {x} }}-{\mathbf {\mu } })'{\mathbf {W} }^{-1}({\overline {\mathbf {x} }}-{\mathbf {\mu } }).}

## Risultati teorici
Se {\displaystyle \mathbf {x} \sim N_{p}(\mu ,{\mathbf {V} })} è una variabile casuale con una distribuzione normale multivariata, {\displaystyle {\mathbf {Q} }\sim W_{p}(m,{\mathbf {V} })} è distribuita come una variabile casuale di Wishart, e sia {\displaystyle {\mathbf {x} }} che {\displaystyle {\mathbf {Q} }} sono indipendenti,
allora {\displaystyle T^{2}} è distribuita come una variabile casuale T-quadrato di Hotelling.
Si può dimostrare che se {\displaystyle {\mathbf {x} }_{1},\dots ,{\mathbf {x} }_{n}\sim N_{p}(\mu ,{\mathbf {V} })}, sono indipendenti e sia {\displaystyle {\overline {\mathbf {x} }}} che {\displaystyle {\mathbf {W} }} sono definiti come sopra allora {\displaystyle {\mathbf {W} }} è distribuita come una variabile casuale di Wishart con {\displaystyle m=n-1} gradi di libertà ed è indipendente da {\displaystyle {\overline {\mathbf {x} }}} e
{\displaystyle {\overline {\mathbf {x} }}\sim N_{p}(\mu ,V/n).}
Inoltre, se entrambe le distribuzioni sono non-singolari, si può dimostrare che
{\displaystyle {\frac {m-p+1}{pm}}T^{2}\sim F_{p,m-p+1}}
dove {\displaystyle F} è la variabile casuale F di Snedecor.